# Daniel Erthal
Daniel Erthal (ur. 22 marca 1982 w Bom Jardim, w stanie Rio de Janeiro) – brazylijski aktor telewizyjny i model. 
Znany w Polsce z telenoweli Barwy grzechu, emitowanej przez TVN Siedem. Uczestniczył w brazylijskiej edycji programu Taniec z gwiazdami (Dança dos Famosos, 2006), lecz został usunięty w pierwszym etapie konkursu. 

## telenowele
- 2001: Porto dos Milagres
- 2004: Barwy grzechu (Da Cor do Pecado) jako Pedra
- 2005-2006: Malhação jako Léo
- 2006: Sítio do Pica-Pau Amarelo jako kapitan Kosmos
- 2006: Belíssima jako Lucas
- 2007: Wieczna magia (Eterna Magia) jako Nicolau
- 2008: Dicas de um Sedutor jako Pedro
- 2008: Poeira em Alto Mar jako Davi Gonzalez
- 2009: Bela, A Feia jako Diego Souza
- 2011–2012: Buntowniczy (Rebelde Brasil) jako Artur Paz
- 2013: Nova Família Trapo jako Reginaldo Trapo
- 2014: Milagres de Jesus jako Gedeon
- 2014: Vitória jako Rogério
- 2016: A Terra Prometida jako Isaque
- 2017: Rock Story jako Chris
- 2019: Jezabel jako Thiago
- 2020: Amélio, O Homem de Verdade jako Xico